# Сен-Кантен-2 (кантон)
Сен-Кантен-2 (фр. Saint-Quentin-2) — кантон во Франции, находится в регионе О-де-Франс, департамент Эна. Входит в состав округа Сен-Кантен.

## История
Кантон образован в результате реформы 2015 года на базе упраздненного кантона Сен-Кантен-Север.

## Состав кантона с 22 марта 2015 года
В состав кантона входят коммуны (население по данным Национального института статистики за 2018 г.):
- Леден — население 833 чел.
- Марси — население 167 чел.
- Моркур — население 579 чел.
- Омисси — население 724 чел.
- Ремокур — население 296 чел.
- Рувруа — население 507 чел.
- Сен-Кантен (северные кварталы) — население 18 231 чел.
- Фонсом — население 479 чел.
- Фонтен-Нотр-Дам — население 385 чел.
- Фьёлен — население 252 чел.
- Эссиньи-ле-Пети — население 346 чел.

## Политика
На президентских выборах 2022 г. жители кантона отдали в 1-м туре Марин Ле Пен 32,7 % голосов против 25,5 % у Эмманюэля Макрона и 17,5 % у Жана-Люка Меланшона; во 2-м туре в кантоне победила Ле Пен, получившая 51,9 % голосов. (2017 год. 1 тур: Марин Ле Пен – 30,1 %, Эмманюэль Макрон – 20,7 %, Франсуа Фийон – 18,8 %, Жан-Люк Меланшон – 17,6 %; 2 тур: Макрон – 55,1 %. 2012 год. 1 тур: Франсуа Олланд — 29,0 %, Николя Саркози — 26,4 %, Марин Ле Пен — 23,8 %; 2 тур: Олланд — 52,0 %).
С 2015 года кантон в Совете департамента Эна представляют сенатор Франции от департамента Эна Паскаль Грюни (Pascale Gruny) и вице-мэр города Сен-Кантен Тома Дюдбу (Thomas Dudebout) (оба — Республиканцы).
|                | Кандидаты                      | Партия                   | Первый тур | Первый тур     | Второй тур | Второй тур |
| Кол-во голосов | Кандидаты                      | Партия                   | % голосов  | Кол-во голосов | % голосов  |            |
| -------------- | ------------------------------ | ------------------------ | ---------- | -------------- | ---------- | ---------- |
|                | Паскаль Грюни Тома Дюдбу       | Республиканцы            | 2 851      | 56,10          | 3 855      | 75,31      |
|                | Кевен Бердаль Сильви Сайяр     | Национальное объединение | 1 133      | 22,29          | 1 264      | 24,69      |
|                | Сюзанна Барбо Оливье Турне     | Коммунистическая партия  | 599        | 11,79          |            |            |
|                | Сильви Амбло Фредерик Баптиста | Вперёд, Республика!      | 499        | 9,82           |            |            |

|                | Кандидаты                  | Партия                  | Первый тур | Первый тур     | Второй тур | Второй тур |
| Кол-во голосов | Кандидаты                  | Партия                  | % голосов  | Кол-во голосов | % голосов  |            |
| -------------- | -------------------------- | ----------------------- | ---------- | -------------- | ---------- | ---------- |
|                | Паскаль Грюни Тома Дюдбу   | Правый блок             | 3 330      | 44,99          | 4 386      | 60,44      |
|                | Кевен Бердаль Сильви Сайяр | Национальный фронт      | 2 821      | 38,11          | 2 871      | 39,56      |
|                | Сюзанн Барбо Оливье Турне  | Коммунистическая партия | 1 251      | 16,90          |            |            |